# Tourqual: Modelo de avaliação da qualidade de serviços em atrativos turísticos
O Tourqual é um conjunto de indicadores utilizados para avaliar a qualidade de serviços turísticos, sendo usado para analisar a qualidade dos serviços e infraestrutura em atrações turísticas. Deriva de uma extensiva busca por material produzido em toda a literatura de qualidade e turismo. O Tourqual avalia a qualidade de serviços em seis dimensões, sendo elas: Acesso, Ambiente, Segurança, Experiência, Qualidade Técnica e Elemento humano, inicialmente proposto com 26 indicadores. 
Ao longo da última década o Tourqual já resultou em dezenas de artigos publicados em revistas científicas de turismo de renome nacional e internacional.